# 阮福暲 (成公)
成公阮福暲（越南语：／；1732年—1763年），又名阮福茶（越南语：／），廣南阮主第八代領袖阮福濶的長子。
阮福暲生母為孝武皇后張氏容。景興二十四年（1763年）冬天逝世，虛齡三十二歲，無子。嘉隆四年（1805年），給阮福暲祭祀田十五畝；次年（1806年）追封成公，諡剛正，入展親祠。